# Boschniakia rossica
Boschniakia rossica är en snyltrotsväxtart som först beskrevs av Adelbert von Chamisso och Schlecht, och fick sitt nu gällande namn av Boris Fedtjenko. Boschniakia rossica ingår i släktet Boschniakia och familjen snyltrotsväxter. Inga underarter finns listade i Catalogue of Life.